# Dermophis mexicanus
Dermophis mexicanus là một loài động vật lưỡng cư trong họ Caeciliidae.
Loài này có ở El Salvador, Guatemala, Honduras, México, Nicaragua, và có thể Belize.
Các môi trường sống tự nhiên của chúng là các khu rừng khô nhiệt đới hoặc cận nhiệt đới, rừng ẩm đất thấp nhiệt đới hoặc cận nhiệt đới, các khu rừng vùng núi ẩm nhiệt đới hoặc cận nhiệt đới, các đồn điền, vườn nông thôn, và các khu rừng trước đây bị suy thoái nặng nề.